# Јевреји у Лесковцу
Постојање Јевреја у Лесковцу забележено је први пут у пописима из XIX века, али их је сигурно било и раније. Без обзира на постотак у укупном становништву града, дали су допринос локалној култури и оставили печат у историји града.

## Демографски подаци
Пописи указују на постојање одређеног броја Јевреја у Лесковцу од средине XIX века до Другог светског рата и то:
- 1850.         10 домаћинстава
- 1877.         157 људи
- 1900.         112 људи
- 1913.         200 људи
- 1921.         120 људи
- 1925.         107 људи
- 1928.         107 људи
- 1931.          93 људи
- 1937.          70 људи
- 1941.          59 људи[1]

## Синагога
1903. године у Лесковцу је изграђен храм и по државном календару из 1910. године види се да је те године рабин био Мешулам А. Алхалел. Лесковачки Јевреји су водили без изузетка кошер-домаћинства. Суботом нису радили, а уочи суботе и на свету суботу обавезно се ишло у храм у свечаној одећи.
Храм се налазио у центру града прекопута марвене пијаце и био је мале величине (у њега је могло да стане 40-50 верника). У средини просторије био је "олтар", а поред зидова ред клупа. Било је и дечјих клупа, али су обично деца седела поред очева. Жене су одлазиле на галерију за жене, са које су могле да гледају у унутрашњост храма, а да не буду виђене.
Домаћица храма била је тија-Грасија и радила је то бесплатно. За сваки Рош ходеш сакупљала је добровољне прилоге за храм, а за празник Шавоут украшавала је храм цвећем по које је ишла од куће до куће иако је била у годинама и са реумом.
Касније је у храму уведено електрично осветљење, зидови су офарбани, а на плафону је намоловано небо са звездама.

## Ел мелдар
Школа (Ел мелдар) налазила се поред храма. Била је пространа и имала је веома дугу терасу. Децу је подучавао стари Мешулам А. Алхалел до IV разреда основне школе. Похађала су је мушка деца, а свако је полазио у школу на свој пети рођендан, што значи да није било званичног почетка школске године. Настава је била индивидуална, у једној учионици, а ученика до двадесетак. Деца су учила да читају и пишу. Јеврејску школу су углавном завршавали онда када је почињала обавеза похађања државне, српске школе.

## Гробље
Јеврејско гробље у Лесковцу је утемељено 1896. године. Налазило се одмах испод хришћанског гробља и било је просто и сиротињско. У једном моменту општинска управа је почела да га уређује, али се након њене промене гробље нашло у саставу имања суседа газда Благоја. Породице су се побуниле, али су општински службеници лукаво избегли извршење поништења одлуке тако што га нису уручили газда Благоју.

## Гениза
Гениза, свечаност одлагања сандука са јеврејским списима, одигравала се у Лесковцу отприлике на сваких 10 година. Том приликом у град су долазиле званице из других општина и дан се сматрао празничним.

## Јеврејске породице
Списак јеврејских породица у Лесковцу није потпун али се зна да су живели следеће породице:
- Алхалел
- Ардити
- Бераха
- Ефрајим
- Хајон
- Калдерон
- Каријо
- Каталан
- Кависон
- Коен
- Конфино
- Кунорте
- Мандил
- Пардо
- Пијаде
- Пискер
- Романо
- Сенеш

Поред њих, познате су биле Тије ("тетке"): Амада, Грасија, Хануча, Солчи.

## Страдање
О страдању лесковачких Јевреја за време Другог светског рата остало је мало података и то фрагментарних. Лесковчани се присећају да је маја 1941. године убијен др Нисим М. Алхалел. Већина мушкараца ухапшена је и спроведена у логор у Нишу, а жене и деца су децембра 1941. године упућени у логор на Старом Сајмишту. Дана 11. децембра 1941. године нацисти су од раног јутра одводили ухапшене из данашње Основне школе "Светозар Марковић", утоваривали у камионе и преко Лебанске улице водили до подножја Хисара одакле су их два по два спроводили до места стрељања у Гавриној долини. Тамо је убијено шест преосталих Јевреја: Магел Јехуда, Мандил Марко, Алхалел Мешулам, Романо Самуило, Бераха Жаки и Абенд Героси, пољски емигрант.